# Friedrich Wilhelm Kritzinger
Friedrich Wilhelm Kritzinger (Grünfier, 14 aprile 1890 – Norimberga, 25 aprile 1947) è stato un funzionario tedesco, che ricoprì il ruolo di segretario di stato alla Cancelleria del Reich nel periodo della Germania nazista. Fu il vice di Hans Lammers alla Cancelleria e, in rappresentanza di quest'ultimo, prese parte alla Conferenza di Wannsee.

## Biografia
Figlio di un pastore protestante, nacque a Grünfier, un piccolo paese nei pressi di Filehne, nella provincia prussiana di Posen. Nel 1908 ottenne l'Abitur e iniziò gli studi di legge. Tra il 1914 e il 1918 prestò servizio nell'esercito raggiungendo il grado di tenente della riserva. Nel 1921 superò l'esame di abilitazione forense ed iniziò a lavorare come assistente presso il Ministero della Giustizia del Reich. Nel biennio 1925-26 lavorò presso il Ministero Prussiano del Commercio per poi fare ritorno al Ministero della Giustizia nel 1926.
Nel 1938 si iscrisse al Partito Nazista e nel febbraio di quell'anno fu trasferito alla Cancelleria del Reich, come capo della divisione B e con l'incarico ufficiale di Segretario Permanente. All'inizio del 1942 fu promosso Segretario di Stato. Kritzinger fu uno dei partecipanti alla Conferenza di Wannsee il 20 gennaio 1942. Dopo la conferenza tentò di dare le proprie dimissioni dalla Cancelleria, ma furono rifiutate con la motivazione che "senza di lui la situazione sarebbe peggiore". Alcuni storici hanno ipotizzato che alla conferenza si fosse opposto apertamente all'adozione dei protocolli di Wannsee, fatto che l'avrebbe spinto alle dimissioni, ma non esistono prove documentali a conferma di tali teorie.
Nel 1946 venne tratto in arresto, al pari della maggioranza dei partecipanti alla conferenza sopravvissuti. Durante i processi di Norimberga, ai quali partecipò come testimone, dichiarò pubblicamente di vergognarsi per le atrocità commesse dal regime nazista. Fu quindi rimesso in libertà e morì a Norimberga l'anno successivo.

## Kritzinger nella cultura di massa
La figura di Kritzinger è presente nei seguenti film per la televisione:
- Die Wannseekonferenz, produzione tedesca del 1984. Kritzinger è interpretato da Franz Rudnick
- Conspiracy - Soluzione finale, produzione BBC del 2001. Kritzinger è interpretato da David Threlfall